# بيتينا شتارك فاتسينغر
بيتينا شتارك فاتسينغر (بالألمانية: Bettina Stark-Watzinger) (ولدت باسم بيتينا شتارك في 12 مايو 1968 في فرانكفورت) سياسية واقتصادية ألمانية عضوة في الحزب الديمقراطي الحر. تشغل منذ 8 ديسمبر 2021 منصب وزيرة التعليم والبحث في حكومة شولتس.
وهي نائب في البوندستاغ الألماني منذ عام 2017 ورئيسة حزب الحزب الديمقراطي الحرفي ولاية هسن منذ مارس 2021. وهي عضوة في اللجنة التنفيذية الاتحادية للحزب منذ عام 2017 وهيئة رئاسة الحزب منذ عام 2020. من 2017 إلى 2020 كانت رئيسة اللجنة المالية في البوندستاغ. من يناير 2020 إلى ديسمبر 2021 كانت مسؤولة الكتلة البرلمانية للحزب الديمقراطي الحر.